# BMW Compact
BMW Compact war eine im hinteren Überhang verkürzte dreitürige Schrägheck-Variante der BMW-3er-Baureihen BMW E36 und BMW E46, die im Herbst 2004 zugunsten des BMW 1er aus dem Programm genommen wurde. Das Kraftfahrt-Bundesamt und das Bundesamt für Wirtschaft und Ausfuhrkontrolle stuften die Fahrzeuge analog zum BMW 3er in die Mittelklasse ein.
Während die Front des ersten 3er Compact den anderen E36 gleicht, unterscheidet sich die des zweiten vom normalen E46 durch andere Scheinwerfer („Knopfaugen“).

## E36 Compact (1993–2000)
Der E36 Compact wurde März 1994 auf den Markt gebracht. Anfangs war er nur als 316i mit 1,6-Liter-Ottomotor mit 75 kW (102 PS) erhältlich.
1995 folgten weitere Motorvarianten, wie der 16-ventilige 318ti mit 103 kW (140 PS), der Turbodiesel 318tds mit 66 kW (90 PS) sowie der erdgasbetriebene 316g mit 60 kW (82 PS). Der 6-zylindrige 323ti mit 125 kW (170 PS) folgte 1997.
Nach der Ablösung des normalen E36 durch den E46 im Frühjahr 1998 wurde der Compact weiter gebaut. Von Frühjahr 1999 bis Auslauf des Modells im September 2000 wurde der 316i mit einem 1,9-Liter-Motor mit 77 kW (105 PS) aus dem E46 ausgeliefert, der 318ti entfiel.
1998 baute Karmann einen E36 Compact zu einem Cabriolet mit Klappdach und festen Dachholmen um. Dieses als K2 bezeichnete Modell war ein Einzelstück.

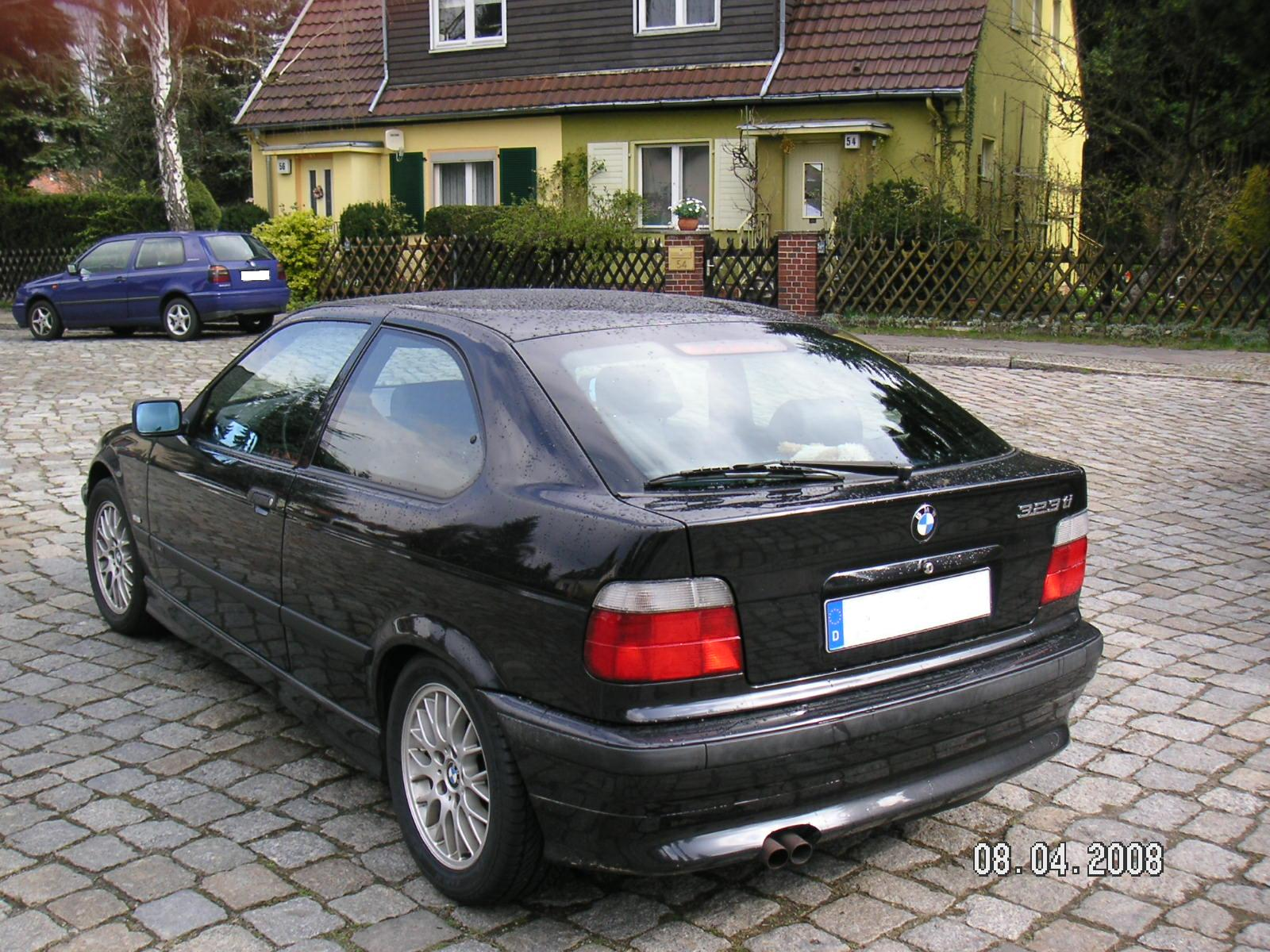
Heckansicht
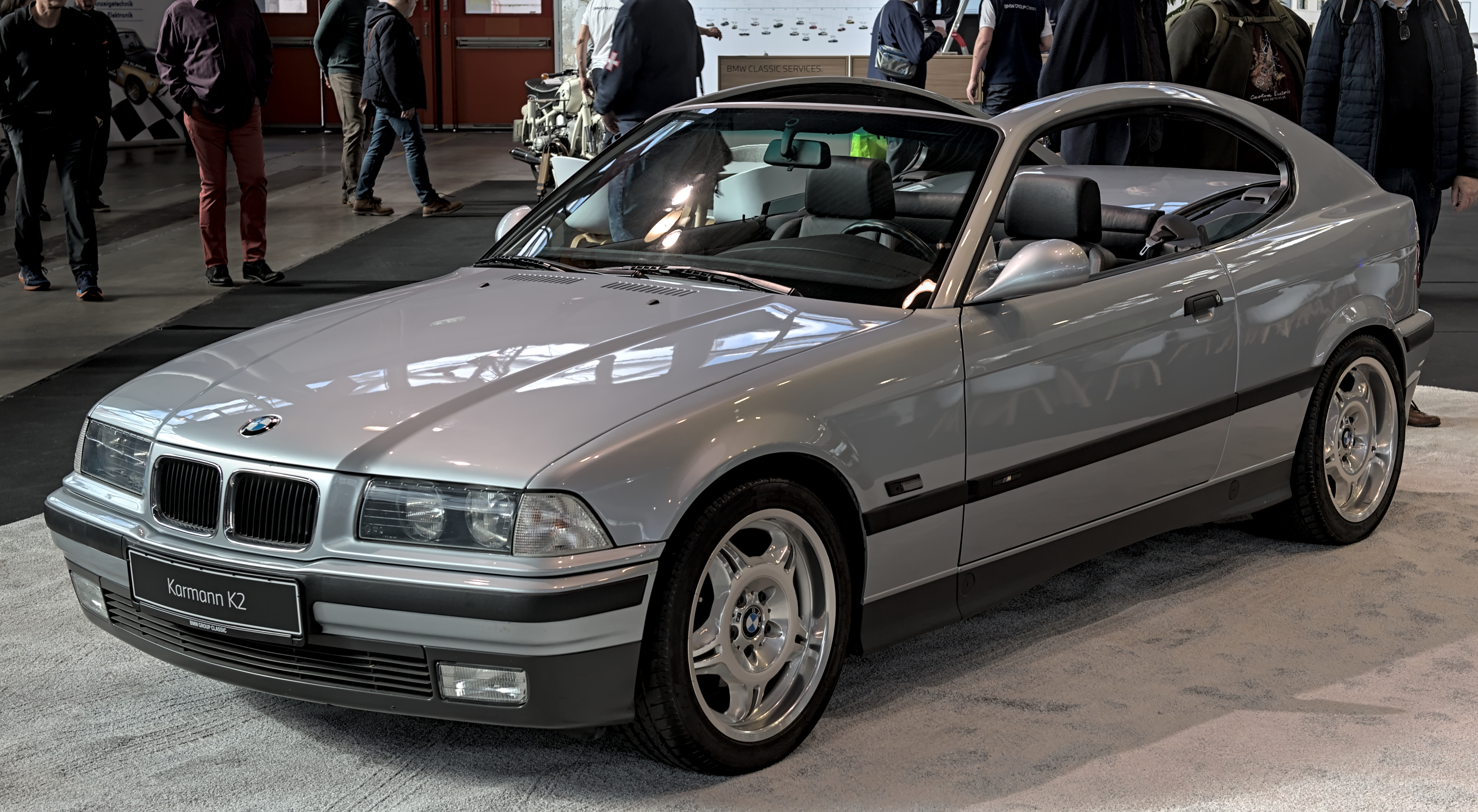
Karmann K2
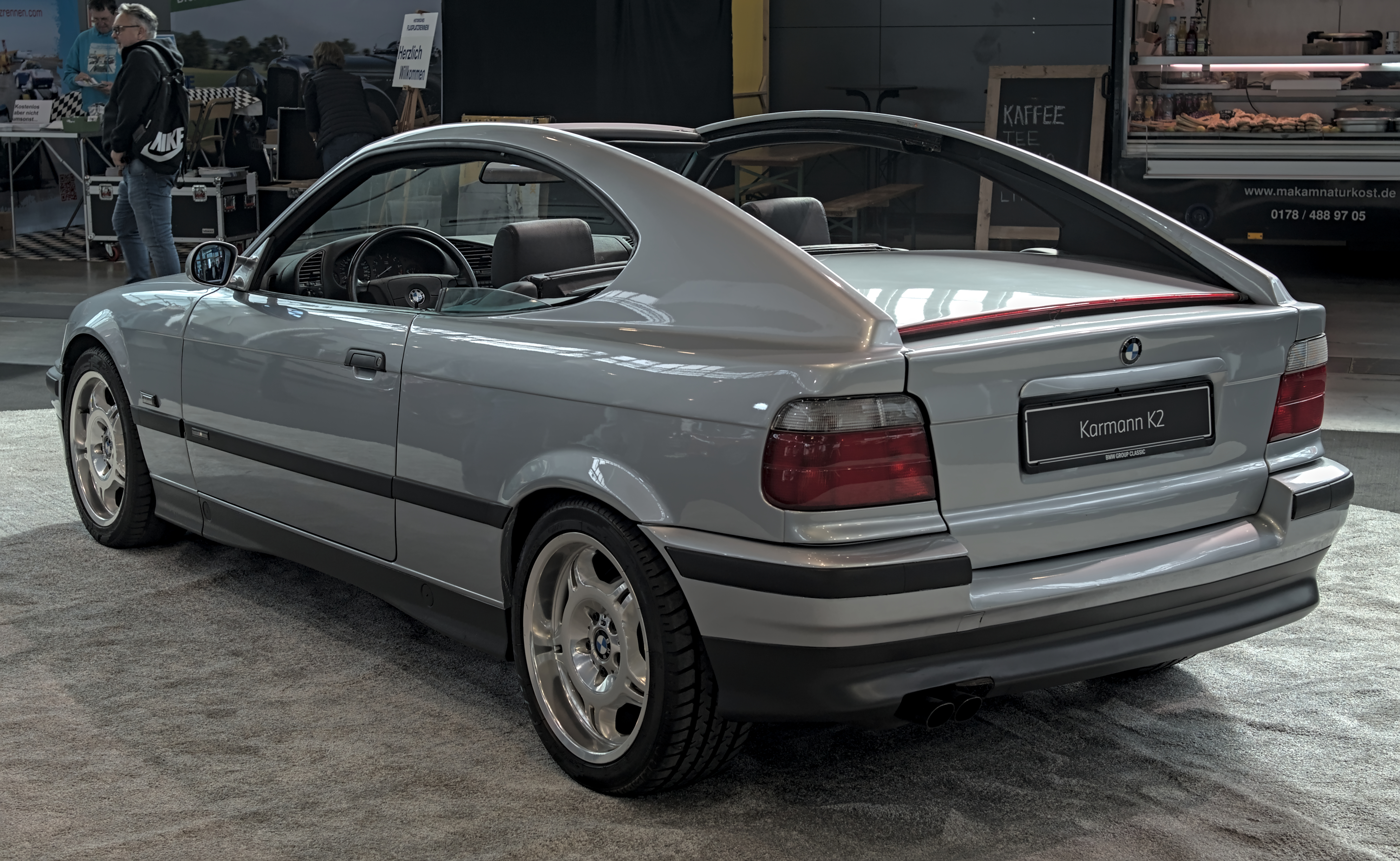
Heckansicht

### Motoren
| Modell   | Motorart    | Zylinder/ Ventile pro Zylinder | Hubraum cm³ | max. Leistung                | max. Drehmoment     | Motorkennung | Beschleunigung, 0–100 km/h | Höchstgeschwindigkeit, vmax | Baujahre  |
| -------- | ----------- | ------------------------------ | ----------- | ---------------------------- | ------------------- | ------------ | -------------------------- | --------------------------- | --------- |
| 316g (1) |             | 4/2                            | 1596        | 60 kW (82 PS) bei 5500/min   | 127 Nm bei 3900/min | M43B16       | 15,6 s                     |                             | 1995–2000 |
| 316i     | Ottomotor   | 4/2                            | 1596        | 75 kW (102 PS) bei 5500/min  | 150 Nm bei 3900/min | M43B16       | 12,3 s                     | 188 km/h                    | 1993–1999 |
| 316i     | Ottomotor   | 4/2                            | 1895        | 77 kW (105 PS) bei 5300/min  | 165 Nm bei 2500/min | M43TÜB19     | 11,9 s                     | 190 km/h                    | 1999–2000 |
| 318ti    | Ottomotor   | 4/4                            | 1796        | 103 kW (140 PS) bei 6000/min | 175 Nm bei 4500/min | M42B18       | 09,9 s                     | 209 km/h                    | 1995–1996 |
| 318ti    | Ottomotor   | 4/4                            | 1895        | 103 kW (140 PS) bei 6000/min | 180 Nm bei 4300/min | M44B19       | 09,9 s                     | 209 km/h                    | 1996–1999 |
| 323ti    | Ottomotor   | 6/4                            | 2494        | 125 kW (170 PS) bei 5500/min | 245 Nm bei 3950/min | M52B25       | 07,8 s                     | 230 km/h                    | 1997–2000 |
| 318tds   | Dieselmotor | 4/2                            | 1665        | 66 kW (90 PS) bei 4400/min   | 190 Nm bei 2000/min | M41D17       | 13,9 s                     | 175 km/h                    | 1995–2000 |

## E46 Compact (2001–2004)
Nach einer Pause von knapp einem Jahr wurde im Juni 2001 auf Basis des E46 die zweite Generation des Compact auf den Markt gebracht; erstmals öffentlich gezeigt wurde er formal auf dem Genfer Auto-Salon 2001. Der Dreitürer unterscheidet sich vorne durch Einzelscheinwerfer vom E46-Coupé. Hinten wurde der Überhang gekürzt sowie eine Heckklappe verwendet. Die Heckleuchten finden sich nur an den Kotflügelecken; sie bestanden zunächst, markenuntypisch und wie beim damaligen Lexus IS, aus Einzelleuchten in silbernem Gehäuse mit Klarglasabdeckung. Mit dem Facelift wurde das Heck konventioneller, es wurden rote Rückleuchteneinheiten verbaut und ein breiterer Kofferraumgriff hinzugefügt.
Als Motoren wurden die Vierzylinder-Ottomotoren 316ti (1,8 Liter, 85 kW/115 PS) und 318ti (2,0 Liter, 105 kW / 143 PS), der Sechszylinder 325ti (2,5 Liter, 141 kW / 192 PS) sowie der Vierzylinder-Turbodieselmotor 320td (2,0 Liter, 110 kW / 150 PS) angeboten. 2003 folgte das Facelift und ein leistungsschwächerer Dieselmotor, der 318td mit einer maximalen Leistung von 85 kW (115 PS). In der Motorisierungsstufe 316ti setzte BMW erstmals das variable Ventilsteuerungs-System Valvetronic ein.
Die Compact-Reihe wurde Dezember 2004 zugunsten des 1er BMW E87 eingestellt.
Der E46 Compact war weit weniger erfolgreich als der E36. Gründe hierfür waren die Frontgestaltung (Pausbackengesicht) und der nicht mehr vorhandene Gewichtsvorteil gegenüber dem Coupé. Wegen der Integrallenkerhinterachse war der Kofferraum schmaler und hatte keinen flachen Boden mehr. Die Kofferraumgestaltung mag auch ein Grund dafür gewesen sein, beim E36/5 und den Z3-Modellen, wie beim Vorgänger auf eine Schräglenkerhinterachse zu setzen, da diese weniger Platz beansprucht.

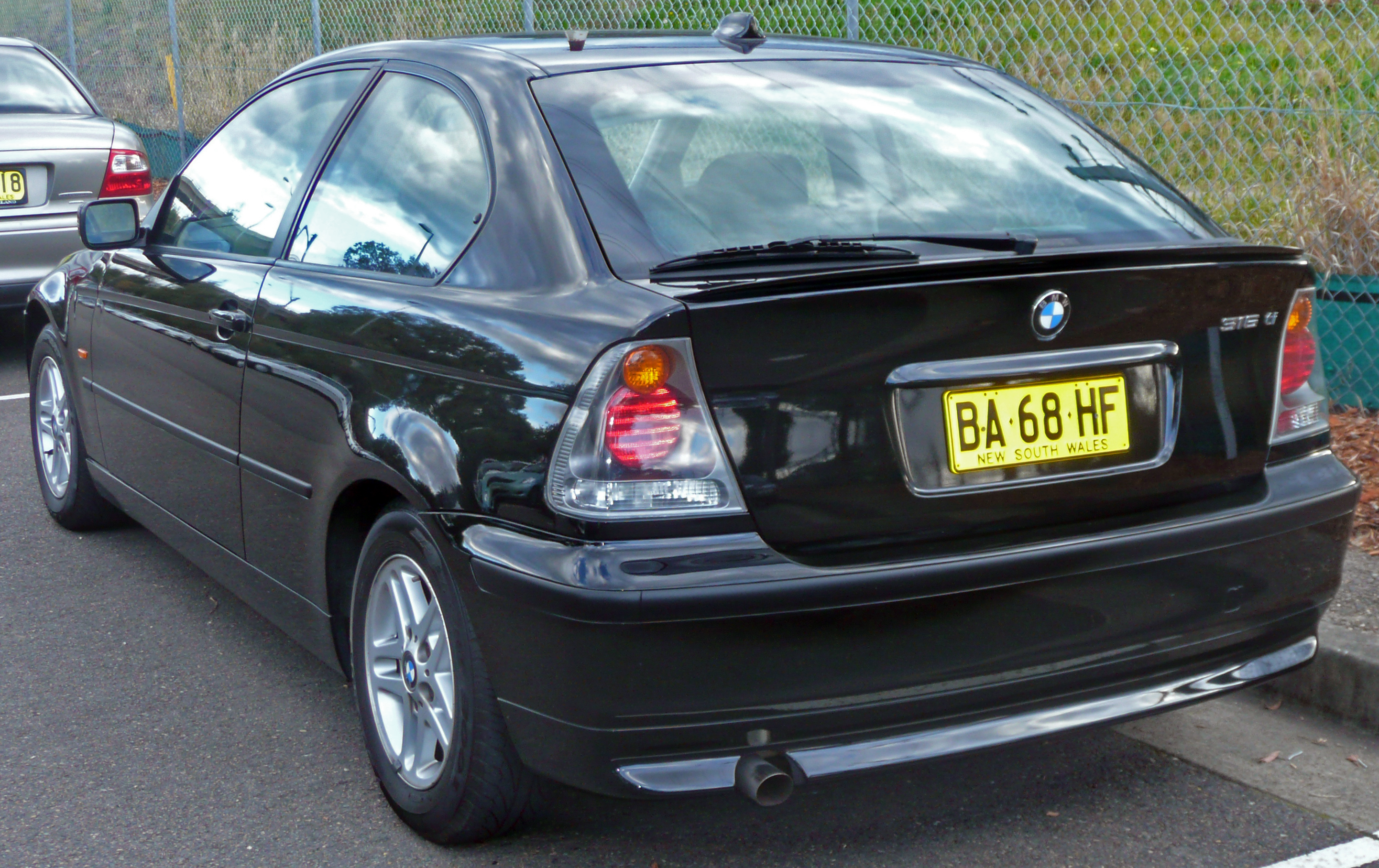
Heckansicht (Erste Serie)
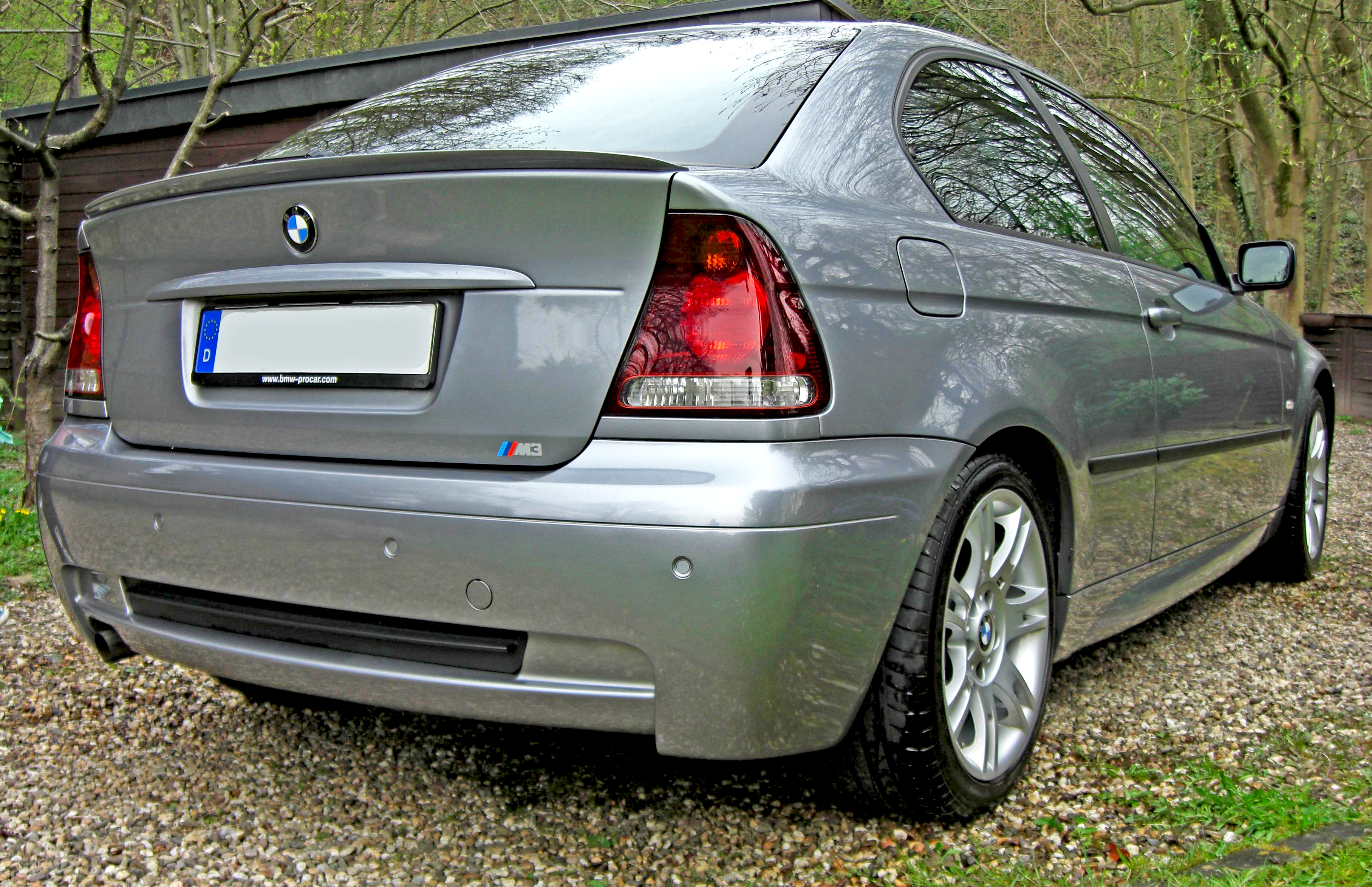
Heckansicht (Facelift und M-Sportpaket)

### Motoren
| Modell | Motorart    | Zylinder/ Ventile pro Zylinder | Hubraum cm³ | max. Leistung                | max. Drehmoment     | Motorkennung | Beschleunigung, 0–100 km/h | Höchstgeschwindigkeit,vmax | Baujahre  |
| ------ | ----------- | ------------------------------ | ----------- | ---------------------------- | ------------------- | ------------ | -------------------------- | -------------------------- | --------- |
| 316ti  | Ottomotor   | 4/4                            | 1796        | 85 kW (115 PS) bei 5500/min  | 175 Nm bei 3750/min | N42/N46B18   | 10,9 s                     | 201 km/h                   | 2001–2004 |
| 318ti  | Ottomotor   | 4/4                            | 1995        | 105 kW (143 PS) bei 6000/min | 200 Nm bei 3750/min | N42/N46B20   | 09,3 s                     | 214 km/h                   | 2001–2004 |
| 325ti  | Ottomotor   | 6/4                            | 2494        | 141 kW (192 PS) bei 6000/min | 245 Nm bei 3500/min | M54B25       | 07,1 s                     | 235 km/h                   | 2001–2004 |
| 318td  | Dieselmotor | 4/4                            | 1995        | 85 kW (115 PS) bei 4000/min  | 280 Nm bei 1750/min | M47D20TÜ     | 10,5 s                     | 202 km/h                   | 2003–2004 |
| 320td  | Dieselmotor | 4/4                            | 1995        | 110 kW (150 PS) bei 4000/min | 330 Nm bei 2000/min | M47D20TÜ     | 08,7 s                     | 219 km/h                   | 2001–2004 |